# Kathleen Russell (Leichtathletin)
Kathleen Russell (Kathleen May Russell; * 31. August 1927; † 27. August 1969) war eine jamaikanische Weitspringerin, Hochspringerin, Sprinterin und Hürdenläuferin.
1946 gewann sie bei den Zentralamerika- und Karibikspielen Bronze über 80 m Hürden. 
Bei den Olympischen Spielen 1948 wurde sie Sechste im Weitsprung. Über 100 m erreichte sie das Halbfinale, und über 200 m schied sie im Vorlauf aus. 1950 holte sie bei den Zentralamerika- und Karibikspielen erneut Bronze über 80 m Hürden.
Bei den Olympischen Spielen 1952 in Helsinki scheiterte sie im Weitsprung in der Qualifikation. 1954 siegte sie bei den Zentralamerika- und Karibikspielen im Hochsprung und gewann Silber über 80 m Hürden.
Ihre persönliche Bestleistung im Weitsprung von 6,02 m stellte sie am 30. Mai 1952 in Kingston auf.